# Sint-Antoniuskapel (Hitdorf)
De Sint-Antoniuskapel (Duits: Kapelle St. Antonius) is een rooms-katholiek godshuis in Hitdorf, een stadsdeel van Leverkusen. De kapel behoort tot de Sint-Stefanusparochie en ligt in de onmiddellijke nabijheid van de rechter Rijnoever in het noordwesten van de plaats.

## Geschiedenis
Het eenvoudige neoromaanse kapelletje van baksteen met een halfronde apsis dateert uit de 19e eeuw. Voor het eerst werd de kapel in 1829 als Capelle zu Hittorf beschreven. In 1976 werd de kapel gerenoveerd. In de kapel bevindt zich een eikenhouten beeld van de heilige Antonius uit de eerste helft van de 18e eeuw.
Sinds 19 juli 1984 valt de kapel onder monumentenzorg.